# Echinolampas chiesai
Az Echinolampas chiesai a tengerisünök (Echinoidea) osztályának Echinolampadoida rendjébe, ezen belül az Echinolampadidae családjába tartozó fosszilis faj.

## Előfordulása
Az Echinolampas chiesai egy fosszilis tengerisünfaj, amely Észak-Afrika területén élt, akkor, amikor az a tengerfeneket képezte a késő eocén korszak idején.